# Чорноозерське сільське поселення
Чорноозе́рське сільське поселення (рос. Чёрноозёрское сельское поселение) — муніципальне утворення у складі Звениговського району Марій Ел, Росія. Адміністративний центр — селище Чорне Озеро.

## Населення
Населення — 173 особи (2019, 230 у 2010, 253 у 2002).

## Склад
До складу поселення входять такі населені пункти:
| Населений пункт         | Населення, осіб (2002) | Населення, осіб (2010) |
| ----------------------- | ---------------------- | ---------------------- |
| Довга Стариця, присілок | 40                     | 35                     |
| Маркітан, селище        | 2                      | 2                      |
| Чорне Озеро, селище     | 211                    | 193                    |